# Toulouse
Toulouse (okcitánsky Tolosa) je město v jihozápadní Francii na řece Garonně, 580 km jižně od Paříže. Aglomerace Toulouse s 1 117 000 obyvateli tvoří jednu z nejrychleji rostoucích aglomerací v Evropě a čtvrtou největší ve Francii.
Toulouse je jedno z hlavních evropských center leteckého a kosmického průmyslu. Nachází se zde ústředí společnosti Airbus, navigačního systému Galileo, satelitního systému SPOT, nebo vesmírné centrum pod záštitou CNES (francouzsky Centre National d'Études Spatiales, Národní středisko pro kosmický výzkum), jež je největším evropským kosmickým centrem. Místní univerzita patří mezi nejstarší v Evropě (založena r. 1229) a s 97 000 studenty jde o třetí největší univerzitu ve Francii po Paříži a Lyonu.
Do roku 1790 bylo Toulouse střediskem provincie Languedoc, dnes se jedná o hlavní město regionu Okcitánie, druhého nejrozlehlejšího regionu kontinentální Francie. Je také správním střediskem departementu Haute-Garonne.

## Historie
Toulouse bylo založeno kolem roku 300 př. n. l. jako významné centrum galských kmenů, jmenovitě Volků Tectosagů. Bylo několikrát dobyto Římany, známý je zejména případ konzula Quinta Servilia Caepiona Staršího, naleznuvšího v Tolose obrovský galský poklad, který během přepravy beze stopy zmizel (krádež Toloského zlata). Později se rozšířilo podezření, že jej ukradl sám konzul a ačkoli se nic neprokázalo, rod Caepionů byl nesmírně bohatý až po posledního dědice, Caesarova vraha Bruta. Tolosa se již před Caesarovým záborem Galie stala součástí římského světa, později byla centrem významného hrabství (postava hraběte toulouského je známa z filmové série Angelika) a jeho představitelé se podíleli na první křížové výpravě (Raimund z Toulouse). Po rozšíření učení valdenských a tažení proti albigenským bylo Toulouse dobyto severofrancouzskými rytíři a přestože jej touloská hrabata po rozpadu kruciáty získala zpět, vymřením jejich linie roku 1271 bylo společně s celým Languedocem připojeno k doméně francouzských králů. Svůj význam si udrželo až do přelomu 18. a 19. století, kdy začalo postupně upadat do regionálního průměru. Městu se dokonce naprosto vyhnula průmyslová revoluce. Ve 20. století se sem však vláda rozhodla přemístit vojenský a letecký průmysl, což dokázalo oblast opět probudit. Ironií osudu je, že největší problém Toulouse (nulový průmysl) se nakonec obrátil ve výhodu – město bylo ušetřeno škod na životním prostředí a složité sociální a ekonomické restrukturalizace, která trápí mnoho severně položených průmyslových měst.
Rozmach leteckého průmyslu a stěhování lidí z průmyslových center do slunnějších částí země měl za následek zdvojnásobení populace města v letech 1960 až 2000 (samotná Francie přitom zaznamenala nárůst pouze 30 %). Díky perspektivním odvětví biotechnologie a aerokosmonautiky je nárůst očekáván i v nejbližších letech. Toulouse si tak postupně získává zpět svůj status velkoměsta, ale čelí i podstatným problémům, jako je nedostatek ubytovacích prostor pro přistěhovalce, přetížená doprava, nebo nedostačující infrastruktura města.

## Obyvatelstvo
| Vývoj počtu obyvatel                                                   | Vývoj počtu obyvatel | Vývoj počtu obyvatel | Vývoj počtu obyvatel | Vývoj počtu obyvatel |
| ---------------------------------------------------------------------- | -------------------- | -------------------- | -------------------- | -------------------- |
|                                                                        | Město                | Aglomerace           |                      |                      |
| 1695                                                                   | 43 000               |                      |                      |                      |
| 1750                                                                   | 48 000               |                      |                      |                      |
| 1790                                                                   | 52 863               |                      |                      |                      |
| 1801                                                                   | 50 171               |                      |                      |                      |
| 1831                                                                   | 59 630               |                      |                      |                      |
| 1851                                                                   | 95 277               |                      |                      |                      |
| 1872                                                                   | 126 936              |                      |                      |                      |
| 1911                                                                   | 149 000              |                      |                      |                      |
| 1936                                                                   | 213 220              |                      |                      |                      |
| 1946                                                                   | 264 411              |                      |                      |                      |
| 1954                                                                   | 268 865              |                      |                      |                      |
| 1962                                                                   | 329 044              |                      |                      |                      |
| 1968                                                                   | 439 764              | 474 000              |                      |                      |
| 1975                                                                   | 509 939              | 585 000              |                      |                      |
| 1982                                                                   | 541 271              | 645 000              |                      |                      |
| 1999                                                                   | 761 090              | 964 797              |                      |                      |
| 2007 (odhad)                                                           | 880 000              | 1 117 000            |                      |                      |
| Poznámka: - údaje poskytl francouzský národní statistický úřad (INSEE) |                      |                      |                      |                      |

Toulouse je čtvrté největší město Francie po Paříži, Marseille a Lyonu. Ve velikosti aglomerace je pak páté, za Paříží, Marseille, Lyonem a Lille.
V souvislosti s vývojem průmyslu zaznamenala městská aglomerace v devadesátých letech 1,5% nárůst populace (průměrný nárůst ve Francii byl pouze 0,37 %). Od roku 2000 pak došlo k nárůstu až 2,2 % (0,58 % ve Francii), což mělo za následek překonání milionové hranice mezi lety 2002 a 2003. Pokud si Toulouse udrží podobný trend, brzy předstihne Lille ve velikosti aglomerace, i Lyon ve velikosti samotného města. Mezi městy s milionovou aglomerací dokonce drží primát nejrychleji rostoucí populace v celé Evropě.

## Politika

### Město Toulouse

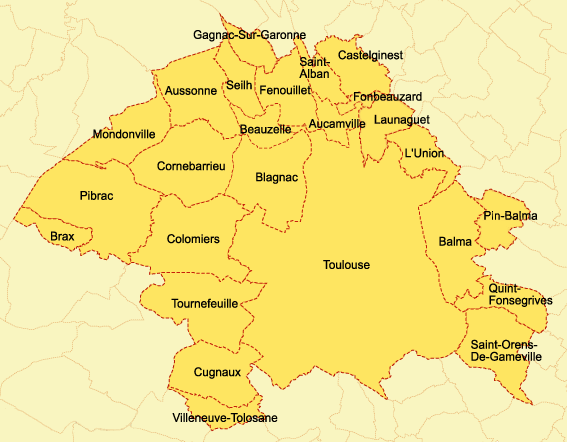
Mapa Velkého Toulouse

V roce 2004 se stal starostou Jean-Luc Moudenc (člen strany UMP), jenž nahradil ve funkci Philippa Douste-Blazyho, který byl v březnu 2004 jmenován francouzským ministrem zdravotnictví. Nadále však zůstává prezidentem Velkého Toulouse.

### Společenství aglomerace Velkého Toulouse
Communauté d'agglomération du Grand Toulouse, zkráceně také Grand Toulouse (Velké Toulouse) bylo založeno roku 2001 z důvodu lepší koordinace dopravy a ekonomické infrastruktury Toulouse a jeho přilehlých předměstí. Sdružuje město a 24 okolních obcí na celkové ploše 380 km² a o počtu celkem 651 209 obyvatel. 65,5 % z nich žije v samotném Toulouse. Kvůli politickým sporům zahrnuje Velké Toulouse pouhých 61 % z celkové rozlohy aglomerace, mnoho dalších samostatných obcí svou účast odmítlo.

### Politický vývoj města
Nejvýznamnější postavou Toulouse je Dominique Baudis, člen pravicové strany UDF a starosta města v letech 1983 až 2001. Do povědomí se dostal nejprve jako redaktor z války v Libanonu a ve svých 36 letech vystřídal na místě starosty svého otce Pierra Baudise (ve funkci mezi lety 1971 a 1983). Dynastie Baudisů tak udělala z Toulouse pravicovou „pevnost“, ačkoli historicky město vždy spíše inklinovalo k levicové politice. Dominique Baudis je také známý napsáním několika historických románů o hrabatech z Toulouse (někdejší správci města za vlády Merovejců).
Během jeho starostování zažilo Toulouse populační i ekonomický rozmach. Snažil se posílit mezinárodní prestiž města (např. umístěním ústředí Airbusu) a zároveň také obnovit jeho kulturní dědictví. Na městskou vlajku byl umístěn okcitánský kříž – znak Languedocu a Toulouských hrabat místo tradičního znaku, obsahujícího fleur-de-lis, symbol francouzské monarchie. Došlo k rekonstrukci mnoha starých, zanedbaných staveb a k založení mnoha kulturních institucí. Zmínit můžeme například symfonickou koncertní síň (Halle aux Grains), městské divadlo, Muzeum moderního umění, nadaci Bemberg (obsahující malby a bronzové sochy od renesance do 20. století), obrovské koncertní místo Zénith (největší mimo Paříž), vesmírné muzeum Cité de l'espace, L'Envol des pionniers, Aeroscopia, atd.

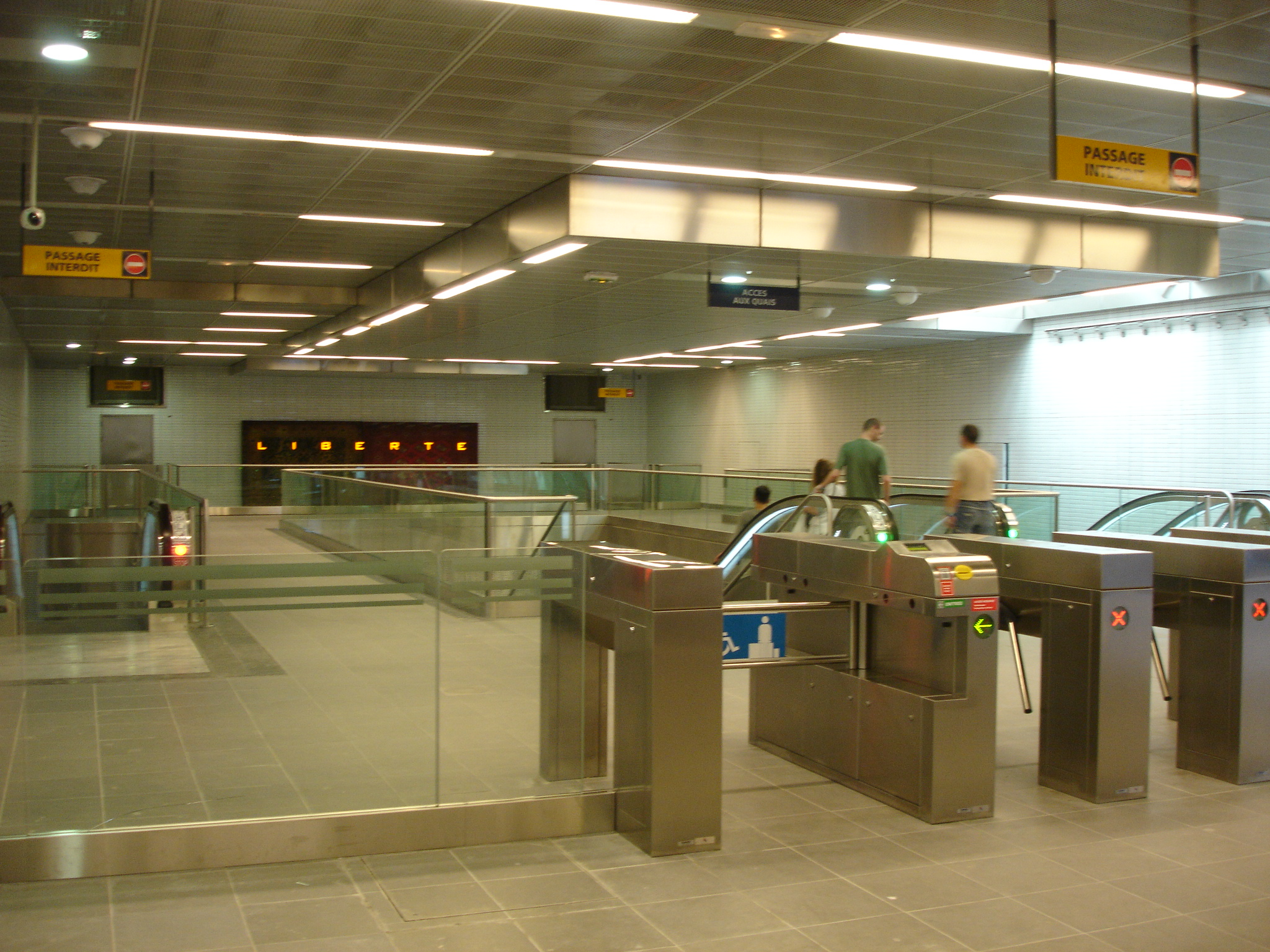
Stanice metra v Toulouse

Aby se město vyrovnalo s náhlým náporem lidí, Baudis začal s rozvojem moderního dopravního systému. Mezi jeho nejslavnější projekty patří metro, jehož trasa A byla otevřena roku 1993. I přes protesty opozice kvůli ceně projektu prosadil také stavbu trasy B, jež byla otevřena roku 2007. Vystavěl také systém podzemních parkovišť v centru města i přes ostrou kritiku Les Verts (Strany Zelených) a získal si tím sympatie mnoha obchodníků i široké veřejnosti. Dnes ani opozice nepopírá, že se tvář města za posledních 20 let neuvěřitelně změnila.
I přes veškeré masivní investice mohl Baudis roku 1999 oznámit, že se Toulouse zbavilo veškerých dluhů a stalo se tak jediným solventním městem Francie. V dnešní době činí průměrný dluh v evropském městě o velikosti Toulouse přibližně 1200 eur na hlavu. Solvence byla pro Baudise dlouhodobě stěžejním cílem, jeho prioritou bylo zajistit město než opustí úřad. Opozice jeho postup kritizovala, dle ní by se vláda neměla snažit dosáhnout nulového deficitu, nýbrž zajistit kvalitu života pro své občany pomocí sociálních dávek, či levného bydlení pro chudé. I přes zmíněné rozpory však došlo v minulých letech k výraznému snížení daní a dnes je Toulouse městem s jednou z nejnižších daňových sazeb v Evropě.
V roce 2000 dosáhl Baudis zenitu své popularity a získal ve volbách celkem 85 % hlasů. K překvapení všech se však rozhodl nedokončit své čtvrté šestileté volební období a opustil úřad roku 2001. Oznámil, že jeho tři volební období jsou už tak nejdelším působením jednoho starosty v Toulouse od dob francouzské revoluce a změna městu jedině prospěje. Jako svého následovníka podpořil tehdejšího starostu Lurdů a svého spolustraníka z UDF Philippa Douste-Blazyho. Baudis se mezitím stal prezidentem Francouzského regulačního úřadu (Conseil supérieur de l'audiovisuel) v Paříži.
Philippe Douste-Blazy těsně vyhrál volby v roce 2001 a město tak bylo svědkem nejlepšího výsledku levice za poslední desetiletí. Nový starosta tak musel čelit povzbuzené opozici a navíc nešťastnému výbuchu chemické továrny AZF. Douse-Blazy byl však často kritizován, že Toulouse bere jako pouhý odrazový můstek do národní politiky, což se nakonec potvrdilo a v březnu 2004 byl jmenován ministrem zdravotnictví.
Vládu ve městě tak převzala Douste-Blazyho pravá ruka, Jean-Luc Moudenc, jenž byl zvolen městskou radou v květnu téhož roku. Avšak postrádal autoritu i charisma Baudise a s příštími volbami (2008) se potvrdily předpoklady a po mnoha letech byl zvolen starosta z levé strany politického spektra, Pierre Cohen.

## Pamětihodnosti

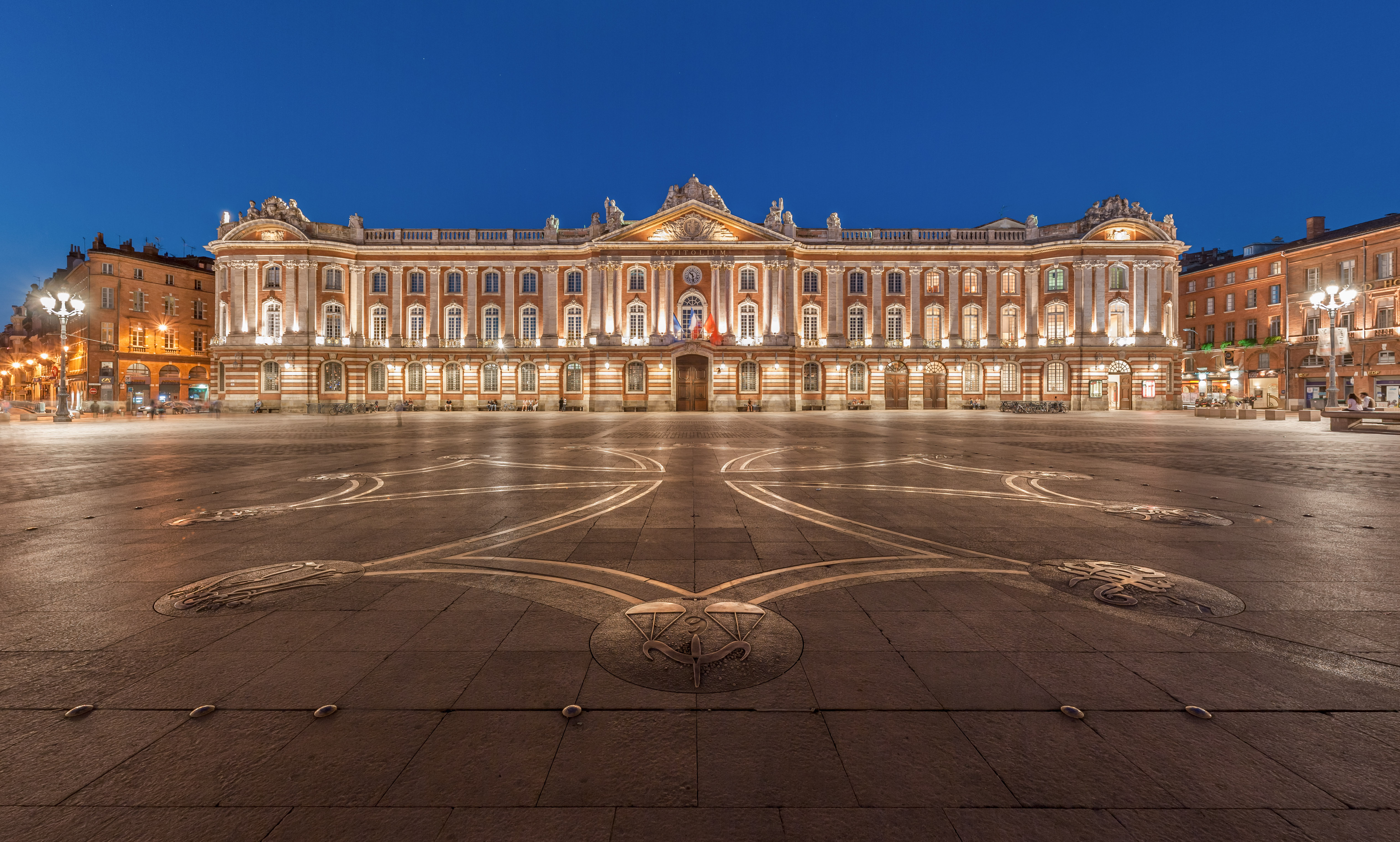
Kapitol v noci

- Capitole de Toulouse – Kapitol, nejvýraznější stavba v centru města v níž je umístěna radnice, městská opera, nebo městský archiv. Nachází se na Place du Capitole (Kapitolské náměstí).
- Bazacle – známé nábřeží řeky Garonny
- oblíbené městské zahrady Jardin des Plantes, Grand-Rond, nebo Jardin Royal
- Pont-Neuf – most z přelomu 16. a 17. století
- Hôpital de la Grave – středověký špitál s měděnou kopulí
- Chateau d'eau
- Canal du Midi – umělý kanál, spojující Garonnu se Středozemním mořem.
- Place Wilson – Wilsonovo náměstí v centru města
- Nádraží Matabiau
- Médiathèque José Cabanis – ústřední veřejná knihovna Toulouse, postavená roku 2002 a pojmenovaná podle Josého Cabanise, místního básníkaVzácné varhany v bazilice Saint-Sernin

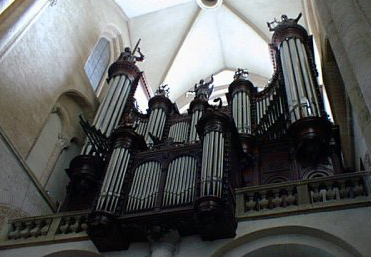
Vzácné varhany v bazilice Saint-Sernin

- Hôtel du Vieux-Raisin – „Palác starých hroznů“ z roku 1518, považovaný za jeden z nejkrásnějších paláců této epochy
- INSA – Institut National des Sciences Appliquées, Národní institut aplikovaných věd
- Quai Lucien Lombard – nábřeží Luciena Lombarda

### Náboženské stavby
- bazilika sv. Saturnina z Toulouse (Basilique Saint-Sernin de Toulouse) – největší románská bazilika v Evropě, postavená mezi lety 1080 a 1120
- kostel Notre-Dame du Taur
- Jakobínský kostel – pohřební místo Tomáše Akvinského
- Katedrála Saint-Étienne (Toulouse) – bývalé sídlo Toulouského biskupa
- Bazilika Daurade

## Ekonomika

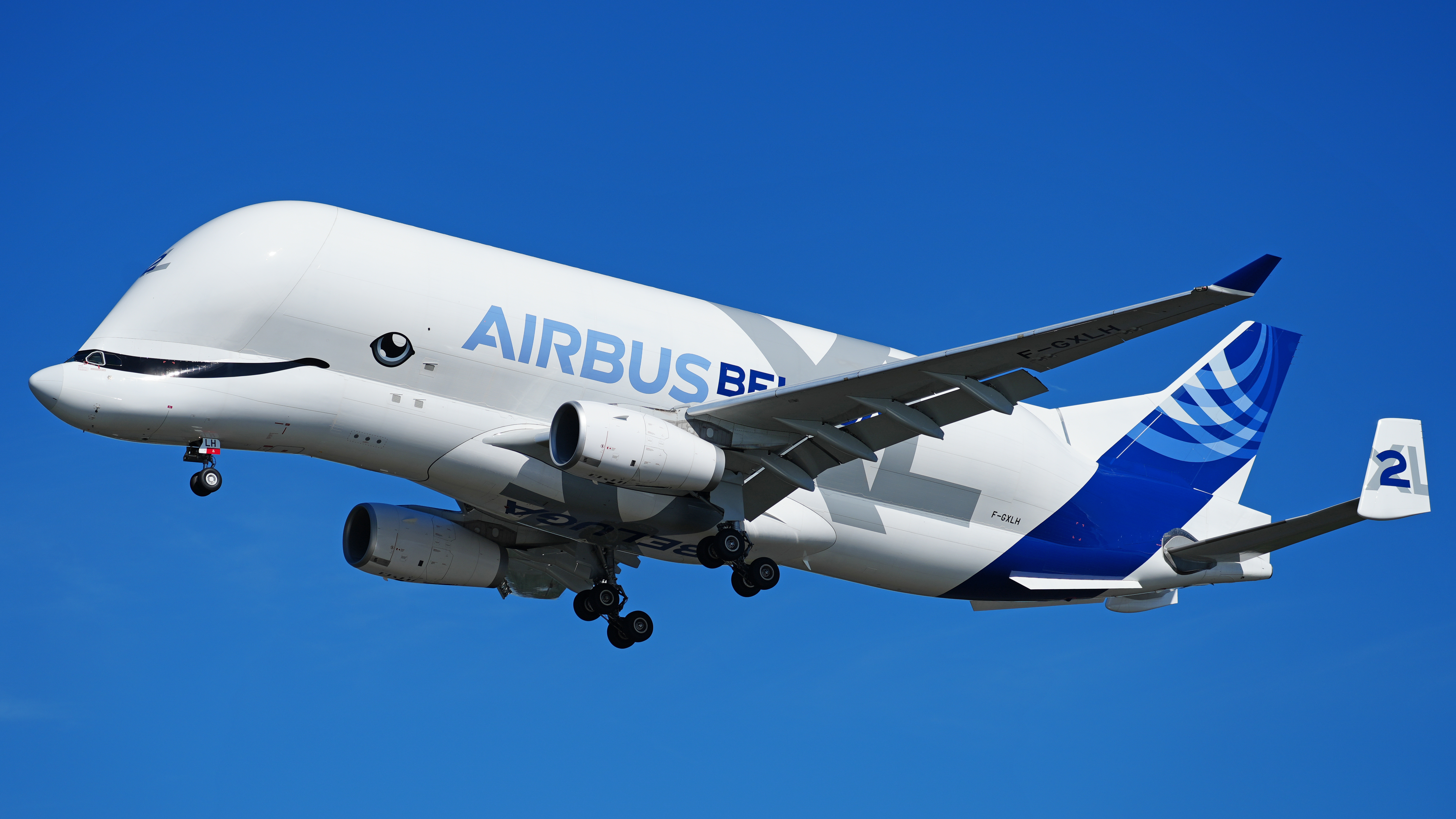
Letoun transportující díly na kompletaci letadel Airbus.

Hrubý domácí produkt města se pohybuje kolem 30 miliard euro, což je třetí nejvyšší ve Francii (Paříž – 450 miliard a Lyon – 52 miliard).
Mezi hlavní průmyslová odvětví se řadí letectví, kosmonautika, informační technologie a biotechnologie. V Toulouse se nachází ústředí Airbusu a výrobní linky modelů Airbus A310, A320, A330, A340 a A380. Zbylé modely (A318, A319 a A321) se montují v německém Hamburku. Dříve zde docházelo také k vývoji nadzvukového letounu Concorde.
Podle týdeníku Newsweek bylo Toulouse třetím nejdynamičtějším městem roku 2006.

## Školství

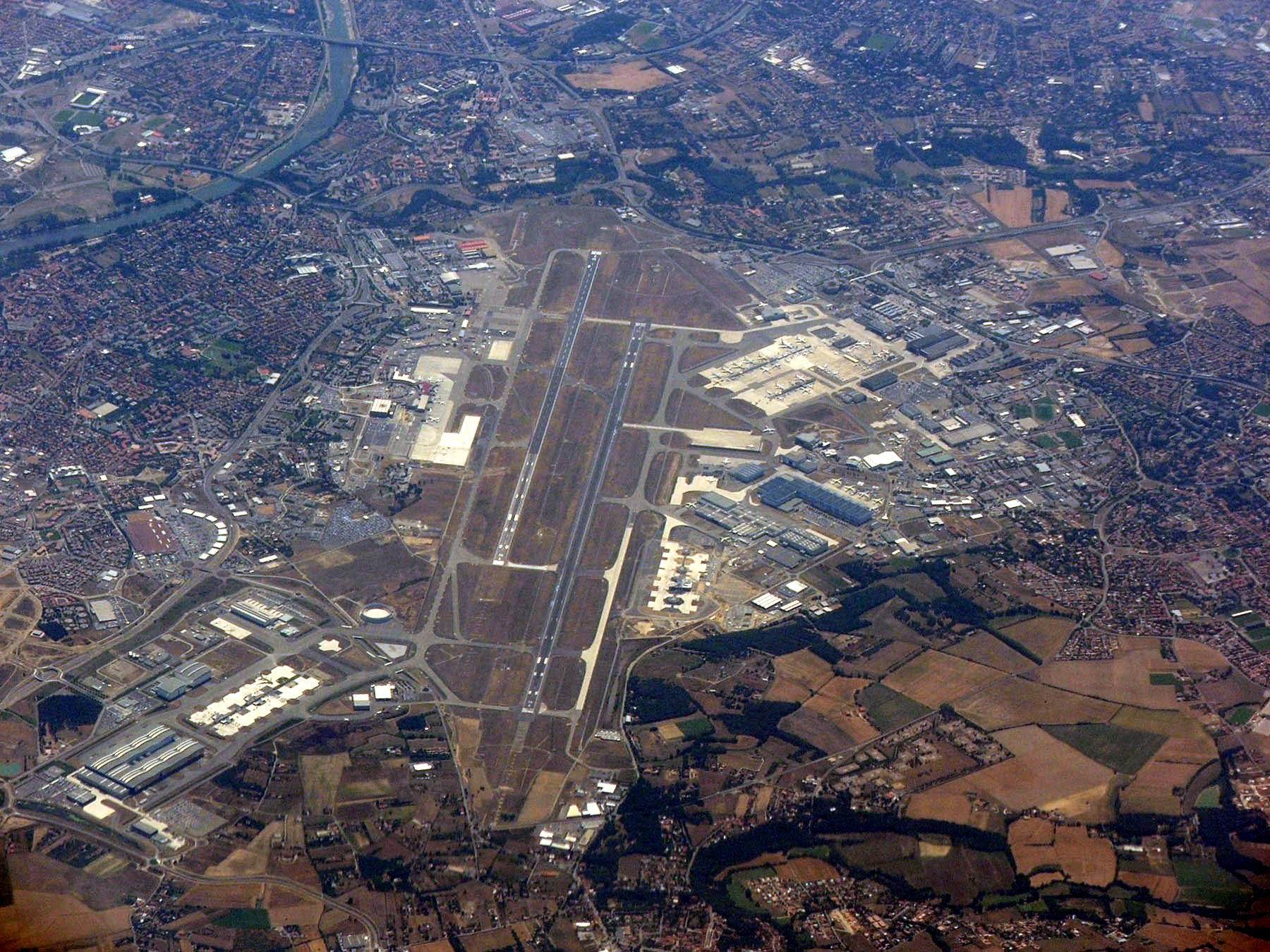
Letecký pohled na letiště v Toulouse

Toulouse má třetí nejvyšší počet studentů po Paříži a Lyonu. Jeho univerzita se řadí mezi nejstarší v Evropě.
Univerzita Toulouse (Université de Toulouse) byla založena roku 1229. Stejně jako univerzity v Paříži, či Oxfordu byla založena v době, kdy se v Evropě začaly překládat texty antických učenců. Dnes je zdejší univerzita jedna z největších ve Francii (studuje zde asi 97 000 lidí) a je rozdělena do tří víceméně samostatných částí a osmi dalších inženýrských vysokých škol (École nationale de l'aviation civile a Polytechnický ústav vyšších věd).
V Toulouse se také nachází Institut D'Economie Industrielle, Institut průmyslové ekonomiky, který se stal jedním z nejvýznamnějších ekonomických výzkumných center v Evropě, stejně jako k němu přiřazené školy Midi Pyrénées Sciences Economiques a Toulouse Business School.
Mezi nejprestižnější střední školy ve městě se pak řadí Lycée Pierre de Fermat a Ensemble Scolaire Saint Joseph.

## Doprava
Vedle rozsáhlé autobusové sítě disponuje město metrem s automatizovaným systémem VAL. Trasa A měří přes 12,5 km a spojuje Balma-Gramont a Basso Combo. Trasa B, otevřená v červnu 2007 obsahuje dalších 20 stanic a protíná trasu A ve stanici Jean Jaurès. Na metro navazují příměstské vlaky, běžně nazývané jako trasy C a D. V roce 2009 má být navíc dokončena tramvajová trasa E, vedoucí přes Blagnac.
V Toulouse se nachází významné letiště Blagnac, odbavující téměř 6 milionů pasažérů ročně. Leží zde také menší letiště Lasbordes.
Hlavní vlakové nádraží se nazývá Matabiau.

## Komunikace
Nad městem se tyčí radiový vysílač Bonhoure, 61 m vysoká vysílací věž, využívaná k přenosu TV a FM signálu.

## Kultura

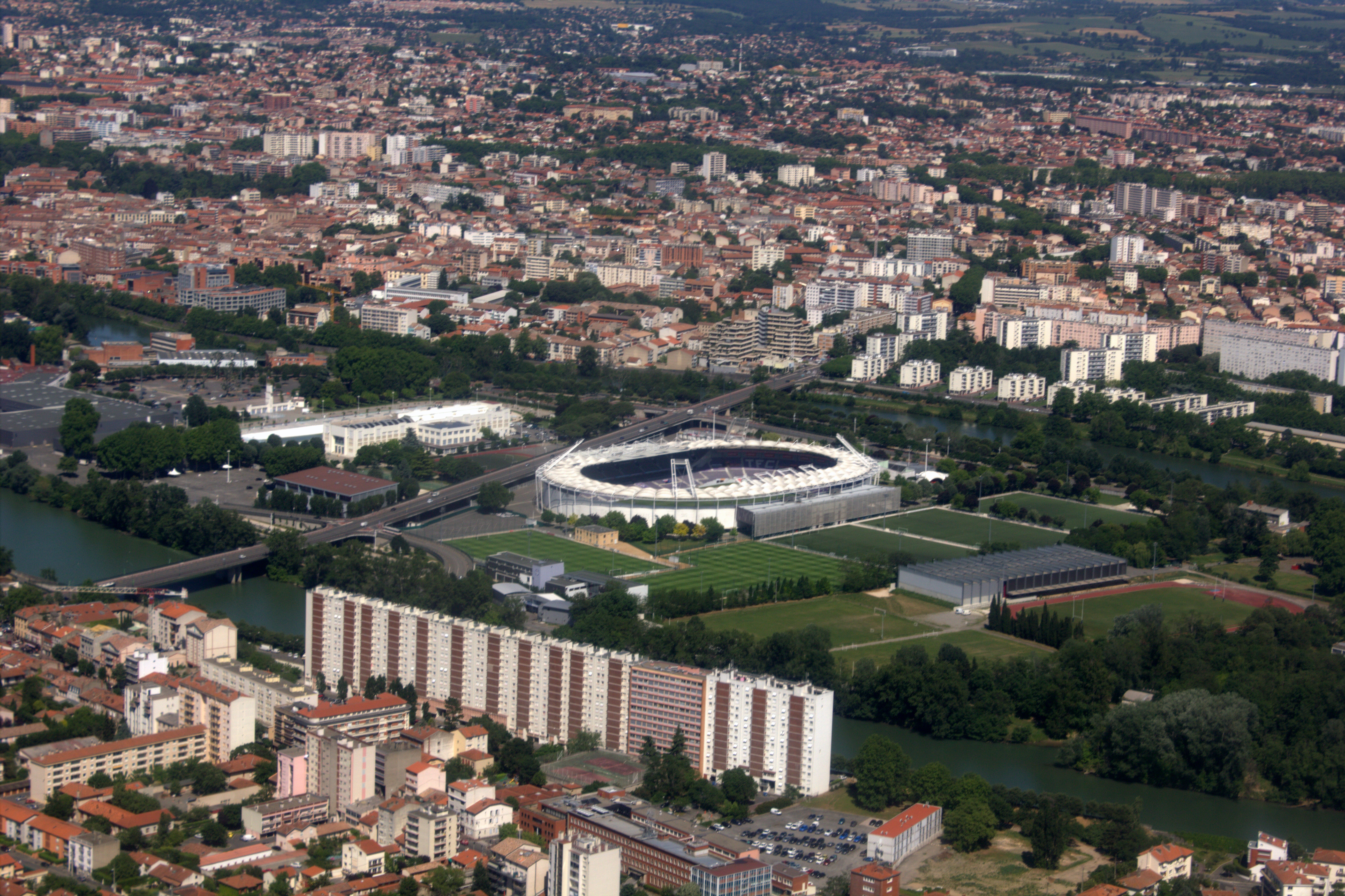
Stadium Municipal, domácí stadion Toulouse FC

Toulouse je běžně přezdíváno Ville Rose – Růžové město pro jeho charakteristickou cihlovou architekturu. Je místem bohaté a pestré kultury, návštěvníka mohou zaujmout například výrazné graffiti místní rodačky a světoznámé umělkyně Miss Van.
Žil zde známý spisovatel Antoine de Saint-Exupéry, autor například knihy Malý princ. V jeho domě (Hotel du Grand Balcon) je dnes umístěna stálá výstava, zaměřená na život a dílo tohoto tragicky zesnulého umělce. Malíř Henri de Toulouse-Lautrec ve skutečnosti z Toulouse nepocházel a používal ho pouze ve svém jméně, jakožto člen šlechtického rodu hrabat z Toulouse.
Nachází se zde sídlo Académie des Jeux floraux, obdoby Francouzské akademie pro okcitánsky hovořící regiony na jihu Francie. Toulouse se tak stalo neoficiální metropolí okcitánské kultury a společně s regionem Midi-Pyrénées si umístilo na svou vlajku tradiční okcitánský kříž.
Mezi místní gastronomické speciality patří například Saucisses de Toulouse – místní klobásky se zeleninou, cassoulet – dušené fazole s vepřovým masem a garbure – zelná polévka s drůběžím masem.

### Sport
Sídlí zde uznávaný ragbyový klub Stade Toulousain, osmnáctinásobný mistr Francie a čtyřnásobný vítěz nejprestižnější evropské klubové soutěže, Heineken Cupu. Na místním stadionu se také konaly zápasy mistrovství světa v ragby 2007.
Dalším významným klubem je fotbalový oddíl Toulouse FC, držitel třetího místa francouzské Ligue 1 Orange ze sezony 2006/2007. Na jeho hřišti se hrálo několik zápasů mistrovství světa ve fotbale 1998.

## Galerie

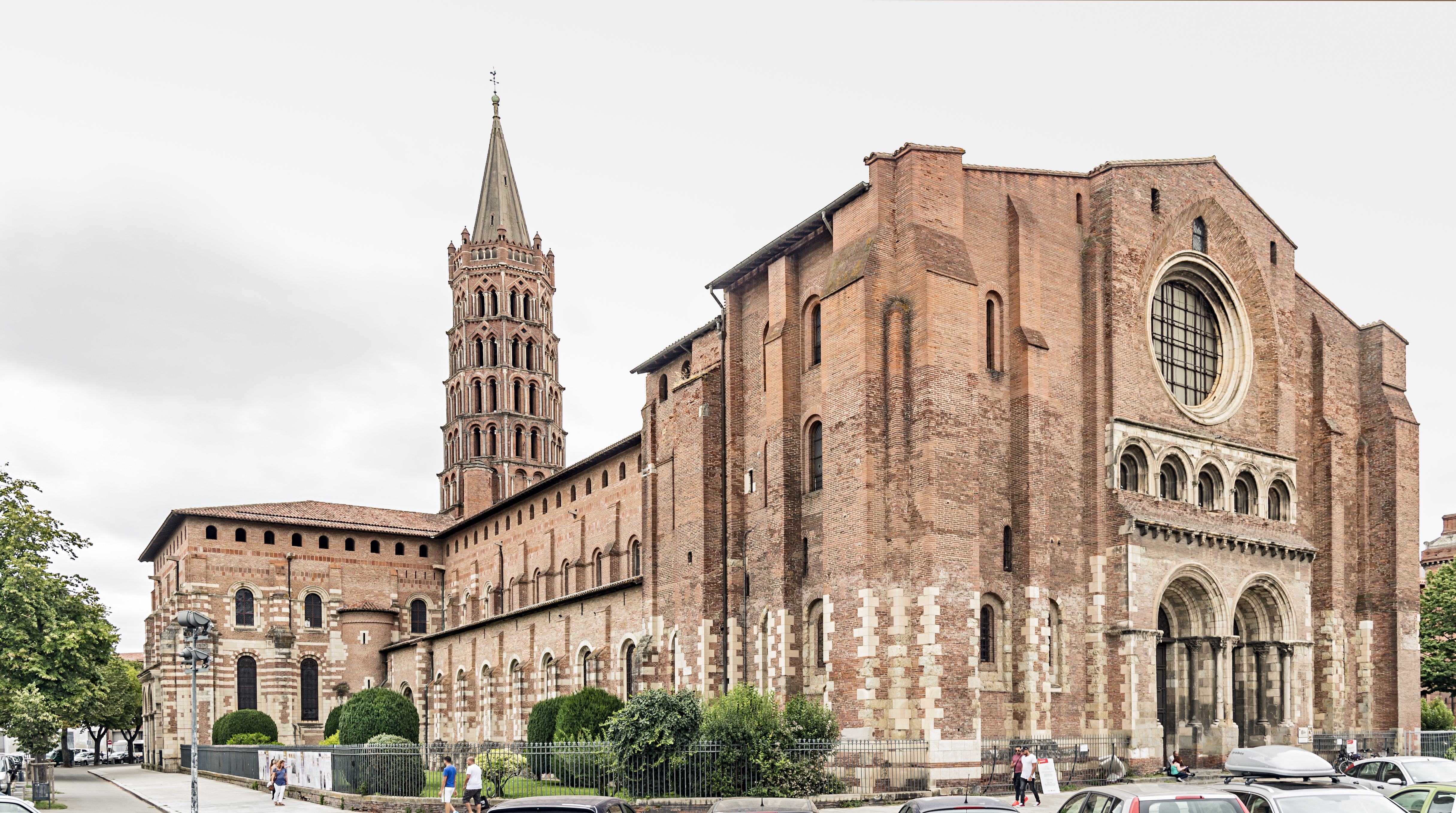
bazilika St. Sernin
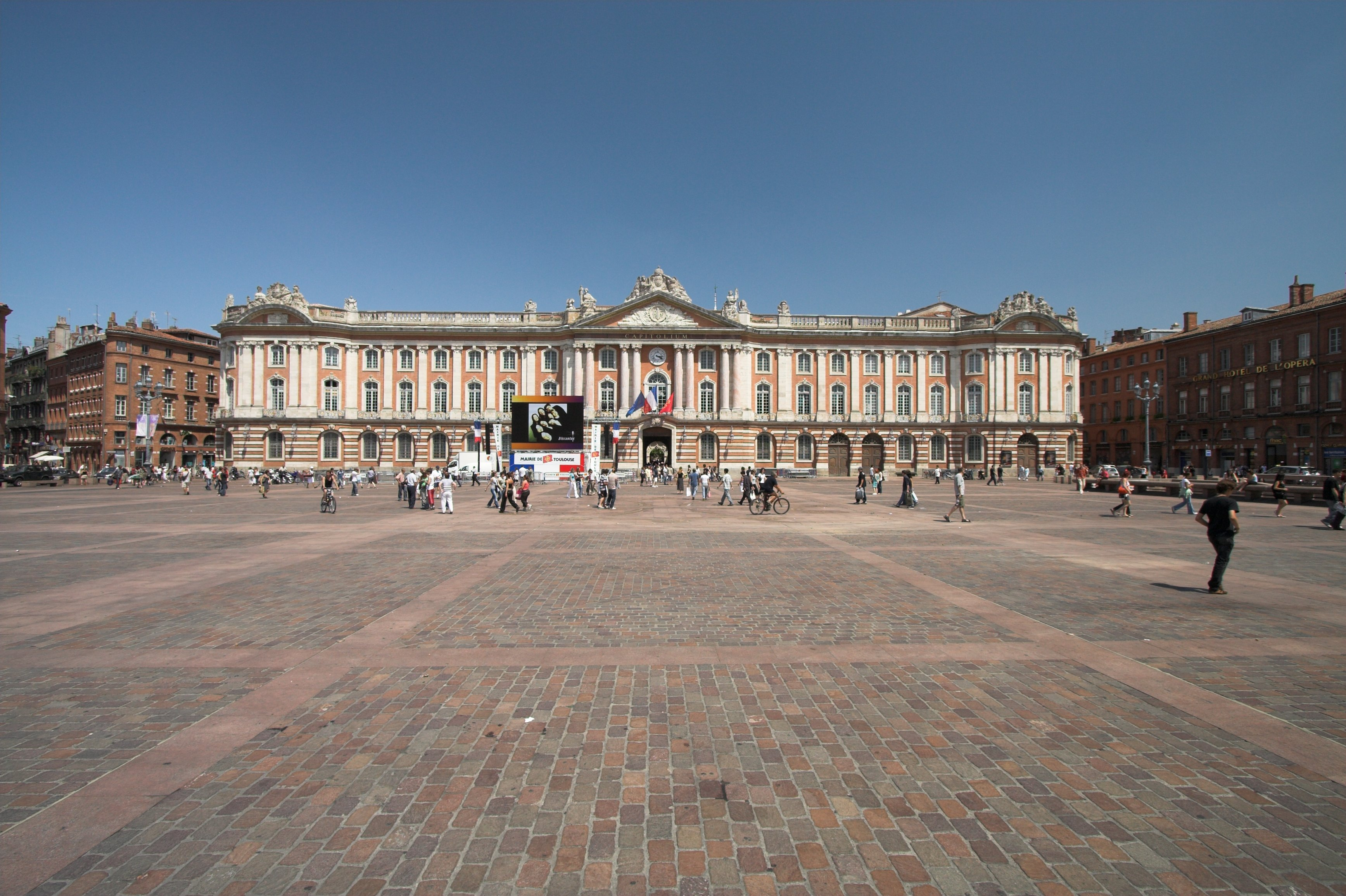
náměstí Place du Capitole
Place Saint-Georges
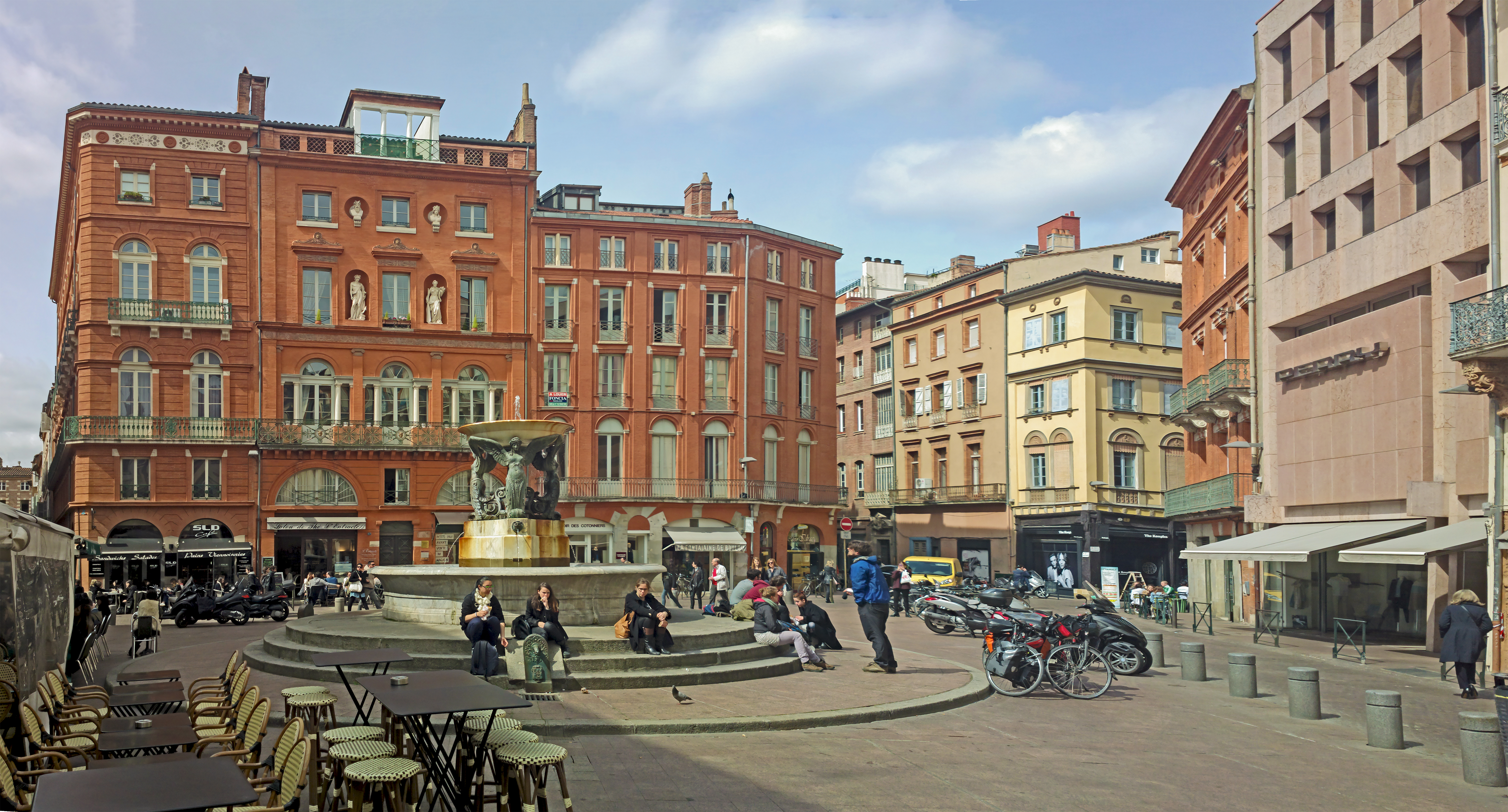
Place de la Trinité
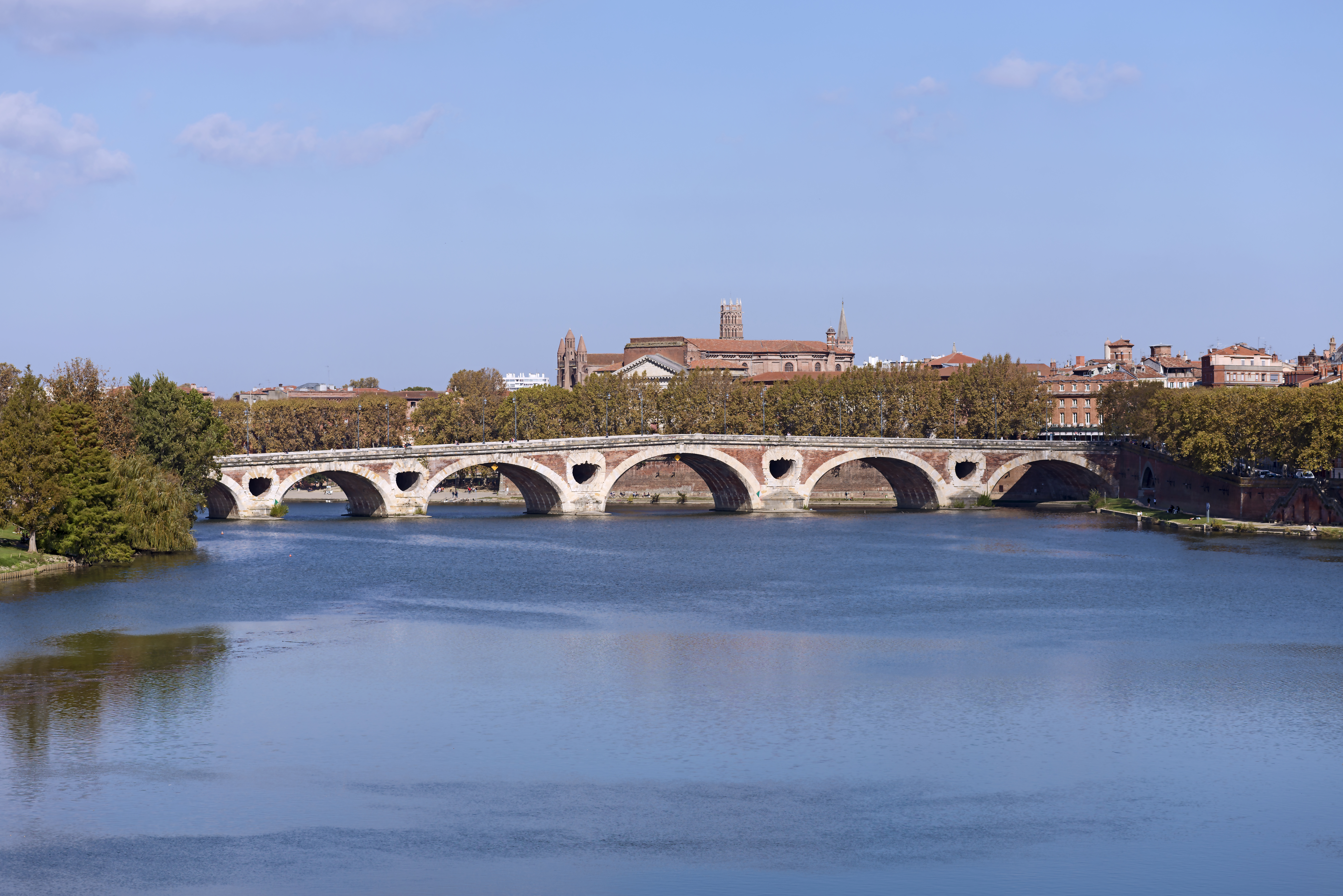
nábřeží Garonne
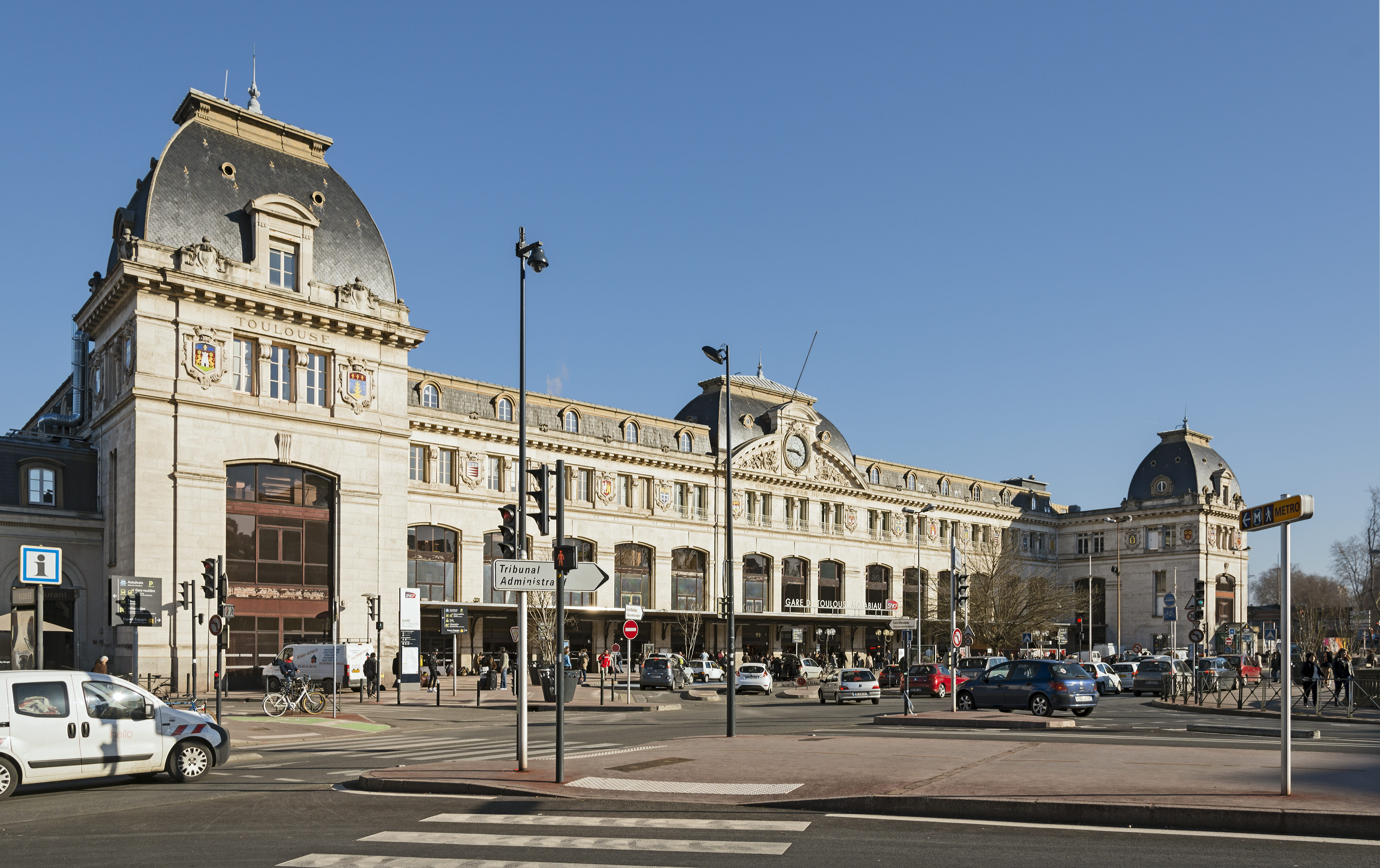
budova nádraží Matabiau
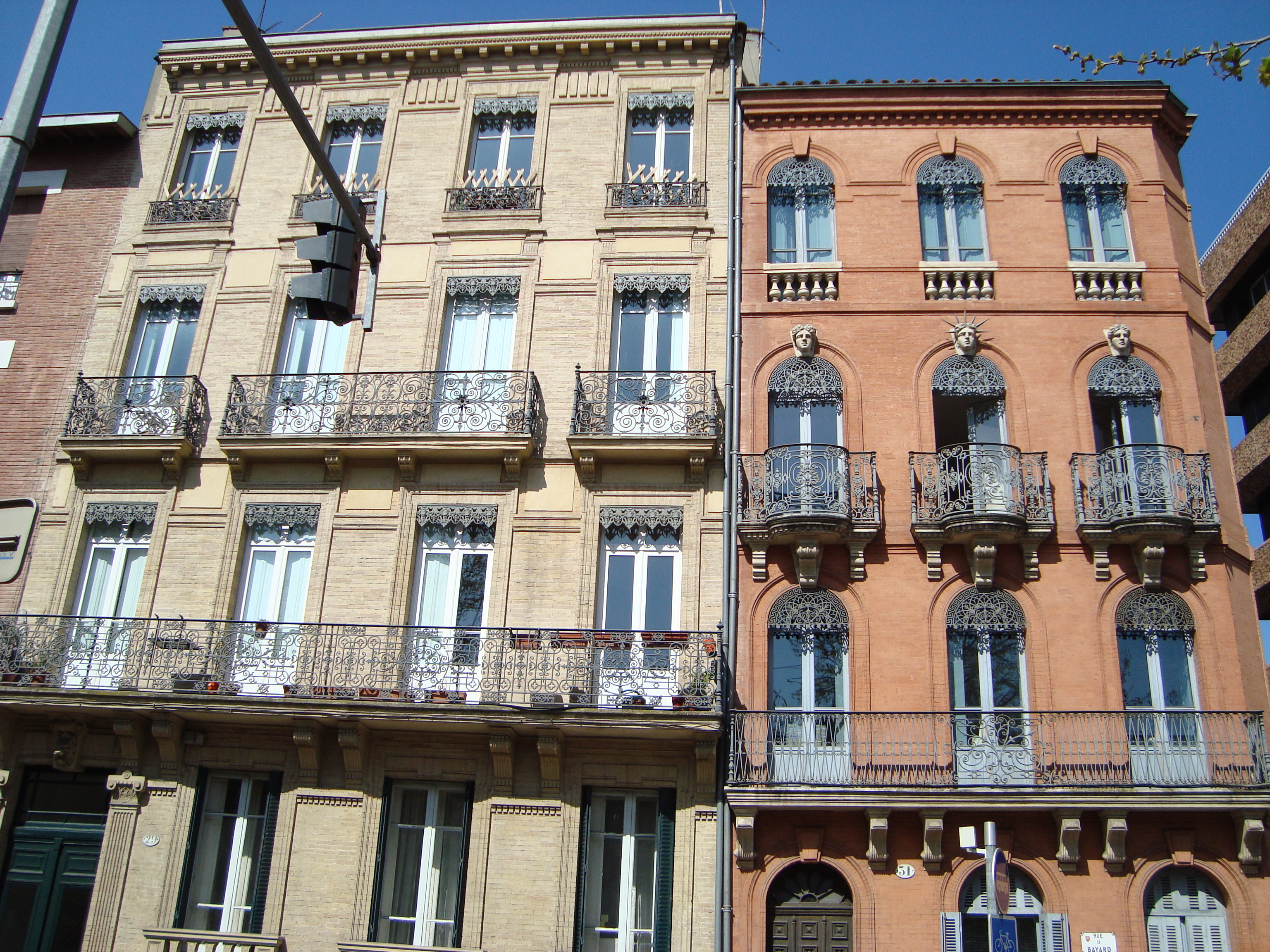
domy v centru města

## Rodáci
- Gaël Clichy, fotbalista
- Pierre de Fermat, právník a matematik
- Carlos Gardel, hudební skladatel (nejisté místo narození)
- Alexandre Bida, malíř a rytec
- Philippe Mexès, fotbalista
- David Skrela, ragbista
- Fabien Pelous, ragbista
- Frédéric Michalak, ragbista
- Claude Nougaro, spisovatel, textař a především jazzový zpěvák
- Solène Jambaqué, ochrnutá lyžařka, několikanásobná medailista z paralympiády 2006 v Turíně.
- Magyd Cherfi, bývalý zpěvák skupiny Zebda